# اوتندورف-اوکریلا
اوتندورف-اوکریلا (به آلمانی: Ottendorf-Okrilla) یک شهر در آلمان است که در باوتسن واقع شده‌است. اوتندورف-اوکریلا ۱۰٬۰۹۴ نفر جمعیت دارد.